# رايموند سوليفان
رايموند سوليفان (بالإنجليزية: Raymond Sullivan)‏ هو سياسي أمريكي، ولد في 31 يناير 1977. حزبياً، نشط في الحزب الديمقراطي.